# کیلی پکلر

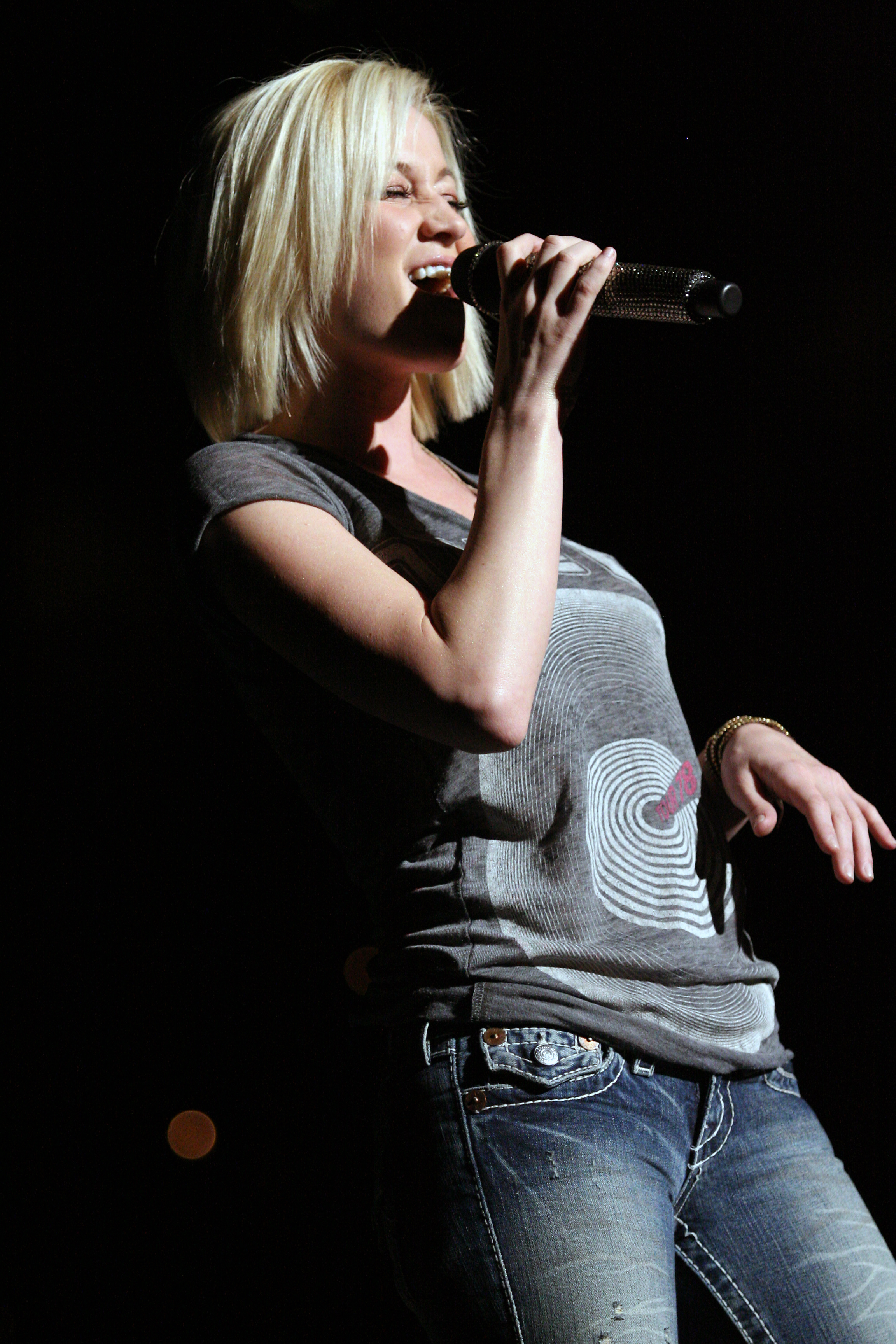
کیلی پکلر در سال ۲۰۰۸

کیلی داون پکلر (به انگلیسی: Kellie Dawn Pickler) (متولد ۲۸ ژوئن ۱۹۸۶) یک هنرمند موسیقی کانتری و شخصیت تلویزیونی آمریکایی است.